# Осіна (Люблінський повіт)
Осіна (пол. Osina) — село в Польщі, у гміні Божехув Люблінського повіту Люблінського воєводства.
Населення — 100 осіб (2011).
У 1975-1998 роках село належало до Люблінського воєводства.

## Демографія
Демографічна структура станом на 31 березня 2011 року:
|          | Загалом | Допрацездатний вік | Працездатний вік | Постпрацездатний вік |
| -------- | ------- | ------------------ | ---------------- | -------------------- |
| Чоловіки | 44      | 5                  | 33               | 6                    |
| Жінки    | 56      | 10                 | 32               | 14                   |
| Разом    | 100     | 15                 | 65               | 20                   |